# رایشارتسوربن
رایشارتسوربن (به آلمانی: Reichardtswerben) یک منطقهٔ مسکونی در آلمان است که در وایسنفلس واقع شده‌است. رایشارتسوربن ۱٬۲۲۷ نفر جمعیت دارد.